# Grand Bourgtheroulde
Grand Bourgtheroulde è un comune francese di nuova costituzione. È stato creato il 1º gennaio 2016 assorbendo i 3 comuni di Bosc-Bénard-Commin, Bourgtheroulde-Infreville e Thuit-Hébert, che ne sono divenuti comuni delegati.